# Jakob Frerichs
Jakob Frerichs (* 26. Mai 1805 in Bremen; † 24. Oktober 1870 in Neustadtgödens) war ein deutscher Theologe.

## Leben und Wirken
Jakob Frerichs war der älteste Sohn eines Bremer Tuchhändlers. Er studierte ab 1822 Theologie an der Universität Heidelberg und interessierte sich offensichtlich sehr für aktuelle Entwicklungen in der reformierten Kirche. Er hörte nacheinander in Halle, Berlin und Bonn, wo sich die bedeutendsten reformierten theologischen Fakultäten befanden. In Berlin lernte er Karl Immanuel Nitzsch kennen, dessen Vorlesungen er bis 1826 in Bonn besuchte.
Frerichs Ordination folgte erst zehn Jahre nach Studienende, als er die Stelle des zweiten Pfarrers von Dykhausen erhielt. Während seiner Amtseinführung im November 1836 kam es zu Konflikten zwischen dem Grafen von Wedel und dem Konsistorium. Der Grund hierfür war, dass der Graf als Patronatsherr neue Vorgaben der Regierung aus Hannover ignorierte. Frerich erhielt die Stelle trotzdem und konnte somit Anfang Dezember 1837 Meta Happach heiraten, deren Vater als Pfarrer in Norden (Ostfriesland) wirkte. Das Ehepaar Frerichs hatte einen Sohn und eine Tochter.
1843 entstand eine Werkausgabe des Theologen Friedrich Schleiermacher. Frerichs kam der Bitte um Mithilfe nach und nahm sich der „Praktischen Theologie“ Schleiermachers an. Offensichtlich entsprach dieses Themengebiet seinen Fähigkeiten als überzeugter Gemeindepfarrer und Seelsorger. Frerichs fand Studenten Schleiermachers, mit deren Hilfe er Mitschriften, insbesondere von Vorlesungen, sammelte. Diese sollten neben Schleiermachers eigenen Notizen im Mittelpunkt des Werkes stehen.
Frerichs schrieb ab 1844 das Manuskript der Werkausgabe. Da er 1846 auch eine Pfarrstelle in Neustadtgödens übernahm und die Februarrevolution 1848 die Mitarbeit von Personen aus Berlin verzögerte, erschien eine gedruckte Version seiner Schrift erst 1850. Sie stellte seinerzeit den achten Band der Schleiermacher-Gesamtausgabe dar.
Während der Zeit der Revolutionen begleitete Frerichs die Ideen zumindest gedanklich. Ab den 1850er geriet er wiederholt in Auseinandersetzungen mit der Obrigkeit in Hannover. Er nahm häufiger die Mitglieder der königlichen Familien nicht in die Fürbitten mit auf. 1861 zeigte ihn der Patronatsherr an. Das Königshaus hatte zuvor befohlen, ein Bittgebet für den Kronprinzen zu sprechen, was Frerichs ignorierte.
Da Frerichs den Staat dokumentiert missachtete, kontrollierte ihn das Konsistorium streng. Während der 1860er Jahre gab es wiederholt Konflikte aufgrund seiner Amtsausübung. Frerichs verteidigte sein Vorgehen damit, dass er als Mitglied des deutschen Volkes liberale Grundrechte habe. Das Konsistorium verhängte mehrere Strafzahlungen gegen ihn. Da er nur ein geringes Gehalt erhielt, stellten die Bußgelder eine empfindliche Strafe für ihn dar. Er galt jedoch als vorbildlicher Gemeindepfarrer mit gutem Ruf. Eine Amtsenthebung wurde daher zu keiner Zeit ernsthaft diskutiert.